# Formel 1-VM 1958
Formel 1-VM 1958 hade elva deltävlingar som kördes under perioden 19 januari-16 oktober. Här ingick Indianapolis 500-loppet 1958 som en av deltävlingarna. Britten Mike Hawthorn vann förarmästerskapet och Vanwall vann det första konstruktörsmästerskapet.

## Vinnare
- Förare:  Mike Hawthorn, Storbritannien, Ferrari
- Konstruktör:  Vanwall, Storbritannien (Det första konstruktörmästerskapet)

## Grand Prix 1958
| Grand Prix                 | Datum       | Bana              | Vinnande förare! Vinnande stall | Vinnande tillverkare |                     |   |
| -------------------------- | ----------- | ----------------- | ------------------------------- | -------------------- | ------------------- | - |
| Argentinas Grand Prix      | 19 januari  | Buenos Aires      | Stirling Moss                   | R R C Walker         | Cooper-Climax       | * |
| Monacos Grand Prix         | 18 maj      | Monte Carlo       | Maurice Trintignant             | R R C Walker         | Cooper-Climax       | * |
| Nederländernas Grand Prix  | 26 maj      | Zandvoort         | Stirling Moss                   | Vanwall              |                     | * |
| Indianapolis Grand Prix    | 30 maj      | Indianapolis      | Jimmy Bryan                     | George Salih         | Epperly-Offenhauser | * |
| Belgiens Grand Prix        | 15 juni     | Spa-Francorchamps | Tony Brooks                     | Vanwall              |                     | * |
| Frankrikes Grand Prix      | 6 juli      | Reims-Gueux       | Mike Hawthorn                   | Ferrari              |                     | * |
| Storbritanniens Grand Prix | 19 juli     | Silverstone       | Peter Collins                   | Ferrari              |                     | * |
| Tysklands Grand Prix       | 3 augusti   | Nürburgring       | Tony Brooks                     | Vanwall              |                     | * |
| Portugals Grand Prix       | 24 augusti  | Porto             | Stirling Moss                   | Vanwall              |                     | * |
| Italiens Grand Prix        | 7 september | Monza             | Tony Brooks                     | Vanwall              |                     | * |
| Marockos Grand Prix        | 16 oktober  | Ain Diab          | Stirling Moss                   | Vanwall              |                     | * |

## Grand Prix utanför VM 1958
| Grand Prix /Race        | Datum      | Bana         | Vinnande förare! Vinnande stall | Vinnande tillverkare   |               |
| ----------------------- | ---------- | ------------ | ------------------------------- | ---------------------- | ------------- |
| Buenos Aires Grand Prix | 2 februari | Buenos Aires | Juan Manuel Fangio              | Scuderia Sud Americana | Maserati      |
| Glover Trophy           | 7 april    | Goodwood     | Mike Hawthorn                   | Ferrari                |               |
| Syrakusas Grand Prix    | 13 april   | Syrakusa     | Luigi Musso                     | Ferrari                |               |
| Aintree 200             | 19 april   | Aintree      | Stirling Moss                   | R R C Walker           | Cooper-Climax |
| International Trophy    | 3 maj      | Silverstone  | Peter Collins                   | Ferrari                |               |
| Caens Grand Prix        | 20 juli    | Caen         | Stirling Moss                   | R R C Walker           | Cooper-Climax |

## Stall, nummer och förare 1958
| Stall/Tillverkare                                  | Nummer                            | Förare                                 |
| -------------------------------------------------- | --------------------------------- | -------------------------------------- |
| André Guelfi (Cooper-Climax)                       | 60                                | André Guelfi, Frankrike                |
| B C Ecclestone (Connaught-Alta)                    | 12                                | Bruce Kessler, USA                     |
| B C Ecclestone (Connaught-Alta)                    | 12, 14                            | Bernie Ecclestone, Storbritannien      |
| B C Ecclestone (Connaught-Alta)                    | 14                                | Paul Emery, Storbritannien             |
| B C Ecclestone (Connaught-Alta)                    | 14                                | Jack Fairman, Storbritannien           |
| B C Ecclestone (Connaught-Alta)                    | 15                                | Ivor Bueb, Storbritannien              |
| BRM                                                | 5, 6, 8, 14, 19                   | Jean Behra, Frankrike                  |
| BRM                                                | 6, 8, 10, 15, 16, 20              | Harry Schell, USA                      |
| BRM                                                | 10, 20                            | Ron Flockhart, Storbritannien          |
| BRM                                                | 12, 18                            | Joakim Bonnier, Sverige                |
| BRM                                                | 18                                | Maurice Trintignant, Frankrike         |
| BRP (Cooper-Climax)                                | 56                                | Tom Bridger, Storbritannien            |
| Bob Estes (Phillips-Offenhauser)                   | 26                                | Don Freeland, USA                      |
| Bob Sorenson (Kuzma-Offenhauser)                   | 59                                | Dempsey Wilson, USA                    |
| Cars Inc (Epperly-Offenhauser)                     | 33                                | Tony Bettenhausen, USA                 |
| Chapman S Root (Kurtis Kraft-Offenhauser)          | 4                                 | Pat O'Connor, USA                      |
| Cooper-Climax                                      | 4, 8, 11, 14, 16, 22, 24, 50      | Jack Brabham, Australien               |
| Cooper-Climax                                      | 6, 7, 10, 16, 18, 20, 24, 28      | Roy Salvadori, Storbritannien          |
| Cooper-Climax                                      | 12                                | Ian Burgess, Storbritannien            |
| Cooper-Climax                                      | 20, 52                            | Bruce McLaren, Nya Zeeland             |
| Cooper-Climax                                      | 30                                | Jack Fairman, Storbritannien           |
| Dean Van Lines (Kuzma-Offenhauser)                 | 29                                | A.J. Foyt, USA                         |
| Dick Gibson (Cooper-Climax)                        | 19                                | Dick Gibson, Storbritannien            |
| Ecurie Demi Litre (Lotus-Climax)                   | 28                                | Ivor Bueb, Storbritannien              |
| Ecurie Eperon d'Or (Cooper-Climax)                 | 27                                | Christian Goethals, Belgien            |
| Ecurie Maarsbergen (Porsche)                       | 18                                | Carel Godin de Beaufort, Nederländerna |
| Ellen McKinney Zink (Watson-Offenhauser)           | 5                                 | Ed Elisian, USA                        |
| Federal Auto Associates (Kurtis Kraft-Offenhauser) | 65                                | Bob Christie, USA                      |
| Ferrari                                            | 1, 2, 4, 14, 18, 36, 42           | Peter Collins, Storbritannien          |
| Ferrari                                            | 2, 3, 4, 5, 6, 14, 16, 20, 24, 38 | Mike Hawthorn, Storbritannien          |
| Ferrari                                            | 2, 6, 16, 18, 34                  | Luigi Musso, Italien                   |
| Ferrari                                            | 2, 20                             | Olivier Gendebien, Belgien             |
| Ferrari                                            | 3, 4, 6, 16, 22, 40               | Wolfgang von Trips, Tyskland           |
| Ferrari                                            | 4, 18, 23                         | Phil Hill, USA                         |
| Francisco Godia-Sales (Maserati)                   | 4, 10, 38, 40                     | Paco Godia, Spanien                    |
| Fred Gerhardt (Kurtis Kraft-Offenhauser)           | 45                                | Johnnie Parsons, USA                   |
| George Salih (Epperly-Offenhauser)                 | 1                                 | Jimmy Bryan, USA                       |
| George Walther Jr (Kurtis Kraft-Offenhauser)       | 77                                | Mike Magill, USA                       |
| Giorgio Scarlatti (Maserati)                       | 10, 46                            | Giorgio Scarlatti, Italien             |
| Giorgio Scarlatti (Maserati)                       | 38                                | Joakim Bonnier, Sverige                |
| Gould's Garage (Maserati)                          | 12                                | Horace Gould, Storbritannien           |
| Gould's Garage (Maserati)                          | 12                                | Masten Gregory, USA                    |
| H A Chapman (Kurtis Kraft-Offenhauser)             | 43                                | Billy Garrett, USA                     |
| H H Johnson (Kuzma-Offenhauser)                    | 57                                | Art Bisch, USA                         |
| Harry Dunn (Dunn-Offenhauser)                      | 89                                | Chuck Weyant, USA                      |
| Henry Yunik (Kurtis Kraft-Offenhauser)             | 31                                | Paul Goldsmith, USA                    |
| High Efficiency Motors (Cooper-Climax)             | 26                                | Ian Burgess, Storbritannien            |
| J S Donaldson (Kurtis Kraft-Offenhauser)           | 61                                | Eddie Johnson, USA                     |
| JBW (Cooper-Climax)                                | 29                                | Brian Naylor, Storbritannien           |
| Jim Robbins (Kurtis Kraft-Offenhauser)             | 68                                | Len Sutton, USA                        |
| Jo Bonnier (Maserati)                              | 8                                 | Harry Schell, USA                      |
| Jo Bonnier (Maserati)                              | 11, 22, 32, 36, 58                | Joakim Bonnier, Sverige                |
| Jo Bonnier (Maserati)                              | 22                                | Giulio Cabianca, Italien               |
| Jo Bonnier (Maserati)                              | 24, 38                            | Hans Herrmann, Tyskland                |
| Jo Bonnier (Maserati)                              | 36                                | Phil Hill, USA                         |
| John Zink (Watson-Offenhauser)                     | 16                                | Jimmy Reece, USA                       |
| John Zink (Watson-Offenhauser)                     | 44                                | Jud Larson, USA                        |
| Joseph Massaglia Jr (Lesovsky-Offenhauser)         | 25                                | Jack Turner, USA                       |
| Juan Manuel Fangio (Maserati)                      | 34                                | Juan Manuel Fangio, Argentina          |
| Kalamazoo Sports Inc (Kurtis Kraft-Offenhauser)    | 83                                | Shorty Templeman, USA                  |
| Kalamazoo Sports Inc(Watson-Offenhauser)           | 97                                | Dick Rathmann, USA                     |
| Ken Kavanagh (Maserati)                            | 4                                 | Jean Behra, Frankrike                  |
| Ken Kavanagh (Maserati)                            | 34, 50                            | Ken Kavanagh, Australien               |
| Ken Kavanagh (Maserati)                            | 50                                | Luigi Taramazzo, Italien               |
| Lindsey Hopkins (Epperly-Offenhauser)              | 2                                 | Jim Rathmann, USA                      |
| Lotus-Climax                                       | 12, 17, 24, 26, 34, 36, 40        | Cliff Allison, Storbritannien          |
| Lotus-Climax                                       | 16, 20, 24, 25, 26, 32, 38, 42    | Graham Hill, Storbritannien            |
| Lotus-Climax                                       | 18                                | Alan Stacey, Storbritannien            |
| Lysle Greenman (Kuzma-Offenhauser)                 | 19                                | Johnnie Tolan, USA                     |
| Maria Teresa de Filippis (Maserati)                | 26, 42, 44                        | Maria Teresa de Filippis, Italien      |
| Monte Carlo Auto Sport (Maserati)                  | 56                                | André Testut, Frankrike                |
| Monte Carlo Auto Sport (Maserati)                  | 56                                | Louis Chiron, Monaco                   |
| Norman C Demler (Epperly-Offenhauser)              | 99                                | George Amick, USA                      |
| Novi Racing Corp (Kurtis Kraft-Novi)               | 15                                | Paul Russo, USA                        |
| Novi Racing Corp (Kurtis Kraft-Novi)               | 54                                | Bill Cheesbourg, USA                   |
| OSCA                                               | 52                                | Giulio Cabianca, Italien               |
| OSCA                                               | 54                                | Luigi Piotti, Italien                  |
| Pat Clancy (Kurtis Kraft-Offenhauser)              | 52                                | Al Keller, USA                         |
| Peter Schmidt (Kuzma-Offenhauser)                  | 88                                | Eddie Sachs, USA                       |
| Porsche                                            | 21                                | Edgar Barth, Tyskland                  |
| R R C Walker (Cooper-Climax)                       | 2, 4, 9, 11, 12, 20, 36           | Maurice Trintignant, Frankrike         |
| R R C Walker (Cooper-Climax)                       | 14                                | Stirling Moss, Storbritannien          |
| R R C Walker (Cooper-Climax)                       | 22                                | Ron Flockhart, Storbritannien          |
| R R C Walker (Cooper-Climax)                       | 22                                | Wolfgang Seidel, Tyskland              |
| R R C Walker (Cooper-Climax)                       | 54                                | François Picard, Frankrike             |
| Racing Associates (Kurtis Kraft-Offenhauser)       | 7                                 | Johnny Thomson, USA                    |
| Robert La Caze (Cooper-Climax)                     | 58                                | Robert La Caze, Frankrike              |
| Robert M Bowes II (Kurtis Kraft-Offenhauser)       | 9                                 | Johnny Boyd, USA                       |
| Robert M Bowes II (Kurtis Kraft-Offenhauser)       | 14                                | Bob Veith, USA                         |
| Roger Wolcott (Lesovsky-Offenhauser)               | 8                                 | Rodger Ward, USA                       |
| Roy McKay (Kurtis Kraft-Offenhauser)               | 92                                | Jerry Unser, USA                       |
| Scuderia Centro Sud (Maserati)                     | 5, 28, 34                         | Carroll Shelby, USA                    |
| Scuderia Centro Sud (Maserati)                     | 6, 26, 32, 40, 48                 | Gerino Gerini, Italien                 |
| Scuderia Centro Sud (Maserati)                     | 14, 30                            | Troy Ruttman, USA                      |
| Scuderia Centro Sud (Maserati)                     | 16                                | Joakim Bonnier, Sverige                |
| Scuderia Centro Sud (Maserati)                     | 17                                | Hans Herrmann, Tyskland                |
| Scuderia Centro Sud (Maserati)                     | 18                                | Cliff Allison, Storbritannien          |
| Scuderia Centro Sud (Maserati)                     | 24, 32                            | Wolfgang Seidel, Tyskland              |
| Scuderia Centro Sud (Maserati)                     | 28                                | Maurice Trintignant, Frankrike         |
| Scuderia Centro Sud (Maserati)                     | 30                                | Masten Gregory, USA                    |
| Scuderia Centro Sud (Maserati)                     | 30                                | Maria Teresa de Filippis, Italien      |
| Scuderia Centro Sud (Maserati)                     | 42                                | Horace Gould, Storbritannien           |
| Scuderia Sud Americana (Maserati)                  | 2                                 | Juan Manuel Fangio, Argentina          |
| Scuderia Sud Americana (Maserati)                  | 6                                 | Carlos Menditéguy, Argentina           |
| Temple Buell (Maserati)                            | 22, 32                            | Masten Gregory, USA                    |
| Temple Buell (Maserati)                            | 28, 32                            | Carroll Shelby, USA                    |
| Tony Marsh (Cooper-Climax)                         | 30                                | Tony Marsh, Storbritannien             |
| Vanwall                                            | 1, 2, 7, 8, 26, 28                | Stirling Moss, Storbritannien          |
| Vanwall                                            | 2, 4, 8,10, 12, 28, 30            | Tony Brooks, Storbritannien            |
| Vanwall                                            | 3, 6, 9, 12, 30, 32               | Stuart Lewis-Evans, Storbritannien     |

## Slutställning förare 1958
| Placering | Förare! Stall       | Konstruktör                                 | Poäng                    |    |
| --------- | ------------------- | ------------------------------------------- | ------------------------ | -- |
| 1         | Mike Hawthorn       | Ferrari                                     |                          | 42 |
| 2         | Stirling Moss       | Vanwall & R R C Walker                      | Vanwall & Cooper-Climax  | 41 |
| 3         | Tony Brooks         | Vanwall                                     |                          | 24 |
| 4         | Roy Salvadori       | Cooper                                      | Cooper-Climax            | 15 |
| 5         | Peter Collins       | Ferrari                                     |                          | 14 |
| 6         | Harry Schell        | Jo Bonnier & BRM                            | Maserati & BRM           | 14 |
| 7         | Maurice Trintignant | R R C Walker                                | Cooper-Climax            | 12 |
| 8         | Luigi Musso         | Ferrari                                     |                          | 12 |
| 9         | Stuart Lewis-Evans  | Vanwall                                     |                          | 11 |
| 10        | Phil Hill           | Ferrari                                     |                          | 9  |
| 11        | Wolfgang von Trips  | Ferrari                                     |                          | 9  |
| 12        | Jean Behra          | Ken Kavanagh & BRM                          | Maserati & BRM           | 9  |
| 13        | Jimmy Bryan         | George Salih                                | Epperly-Offenhauser      | 8  |
| 14        | Juan Manuel Fangio  | Scuderia Sud Americana & Juan Manuel Fangio | Maserati                 | 7  |
| 15        | George Amick        | Norman C Demler                             | Epperly-Offenhauser      | 6  |
| 16        | Johnny Boyd         | Robert M Bowes II                           | Kurtis Kraft-Offenhauser | 4  |
| 17        | Tony Bettenhausen   | Cars Inc                                    | Epperly-Offenhauser      | 4  |
| 18        | Jack Brabham        | Cooper                                      | Cooper-Climax            | 3  |
| 19        | Cliff Allison       | Lotus                                       | Lotus-Climax             | 3  |
| 20        | Joakim Bonnier      | BRM                                         |                          | 3  |
| 21        | Jim Rathmann        | Lindsey Hopkins                             | Epperly-Offenhauser      | 2  |
| 22        | Bruce McLaren       | Cooper                                      | Cooper-Climax            | 2  |

## Slutställning konstruktörer 1958
| Placering | Konstruktör              | Poäng |
| --------- | ------------------------ | ----- |
| 1         | Vanwall                  | 48    |
| 2         | Ferrari                  | 40    |
| 3         | Cooper-Climax            | 31    |
| 4         | BRM                      | 18    |
| 5         | Epperly-Offenhauser      | 8     |
| 6         | Maserati                 | 6     |
| 7         | Kurtis Kraft-Offenhauser | 4     |
| 8         | Lotus-Climax             | 3     |
| 9         | Connaught-Alta           | 0     |
| =         | OSCA                     | 0     |
| =         | Porsche                  | 0     |
| =         | Dunn-Offenhauser         | 0     |
| =         | Kurtis Kraft-Novi        | 0     |
| =         | Kuzma-Offenhauser        | 0     |
| =         | Lesovsky-Offenhauser     | 0     |
| =         | Phillips-Offenhauser     | 0     |
| =         | Watson-Offenhauser       | 0     |